# Gone (песня)
«Gone» — песня британской певицы Charli XCX и французской исполнительницы Christine and the Queens, выпущенная 17 июля 2019 в качестве третьего сингла на лейбле Asylum с третьего студийного альбома Charli XCX Charli. Музыкальное видео вышло одновременно с релизом трека.

## Отзывы
Композиция, в целом, была одобрительно встречена музыкальными экспертами и обозревателями. В день выхода песни издание Pitchfork назвало её лучшим новым треком («Best New Track»). Джулия Грей из Stereogum написала, что на «Gone» «Charli XCX делает то, что умеет лучше всего, беря ретро-эстетику — ударные 80-х, синтезаторы 90-х — и переносит их в будущее». Она также считает песню «шагом в правильном направлении» по сравнению с предыдущими синглами «1999» и «Blame It on Your Love». Позднее этот сайт назвал «Gone» лучшей песней недели. Положительно отозвалась о музыкальном видео Кирстен Спрух из журнала Billboard: «…это именно то, что от них ожидали поклонники». Pitchfork поставил трек на 4-е место в своём списке 100 лучших песен 2019 года и на 145-е место в списке 200 лучших песен всего десятилетия (2010-х). По опросу публики BBC Radio 1, проведённом DJ Annie Mac для рубрики Hottest Record of The Year, песня заняла третье место, уступив только AJ Tracey и Sam Fender.

## Концертные исполнения
Певицы (Charli XCX и Christine) впервые исполнили песню на фестивале Primavera Sound в мае 2019 года. Затем они представили её на фестивале Electric Picnic в сентябре 2019 года и на телешоу The Jonathan Ross Show для продвижения альбома Charli. Дуэт также в сентябре 2019 года спел песню на шоу The Tonight Show Starring Jimmy Fallon и в программе Live Lounge на канале BBC Radio 1.

## Музыкальное видео
Видеоклип был опубликован 17 июля 2019 года.

## Чарты
| Чарт (2019)                                | Высшая позиция |
| ------------------------------------------ | -------------- |
| Бельгия/Фландрия (Ultratip Bubbling Under) | 24             |
| Бельгия/Валлония (Ultratip Bubbling Under) | 19             |
| Канада, Hot Digital Song Sales (Billboard) | 50             |
| Китай, Airplay/FL (Billboard)              | 27             |
| Франция, Downloads (SNEP)                  | 26             |
| Ирландия (IRMA)                            | 56             |
| Новая Зеландия, Hot Singles (RMNZ)         | 10             |
| Шотландия (OCC Scotland)                   | 67             |
| Великобритания (OCC UK Singles)            | 58             |